# 샤 왕조
샤 왕조(네팔어: शाह वंश) 또는 고르카 왕조는 네팔의 옛 왕조이다. 1559년부터 1768년까지 고르카 왕국을 다스렸으며, 1768년부터 2008년 5월 28일까지 네팔 왕국을 다스렸다.
왕조의 시조는 카스키의 왕 쿨라만단 샤 카드로 거슬러 올라가는데, 그의 손자 드라비야 샤는 마즈코트와 리글리코트의 6개 거주 씨족의 공범자들의 도움을 받아 갈레 마가르 왕 달슈르 갈레 마가르에게서 리글리코트의 왕위를 빼앗았다. 드라비야 샤는 새로운 왕국의 이름을 고르카라고 지었다.
샤 왕족들은 자신들이 라지푸트 출신이라고 주장했지만 이들은 타쿠리로 분류된다.